# Винодельненский
Виноде́льненский — посёлок в Ипатовском районе (городском округе) Ставропольского края Российской Федерации. 

## Варианты названия
- Виноделенский,
- Виноделинский,
- Винодельческий[2].

## География
Расстояние до краевого центра: 120 км. Расстояние до районного центра: 17 км.

## История
Основан в октябре 1929 года жителями близлежащих сёл Апанасенковского и Ипатовского районов - зажиточные крестьяне, попавшие под раскулачивание в Киевке, Дербетовке,
Большой Джалге и Малой Джалге, преимущественно русские и украинцы. Тогда же здесь обосновались и несколько семей из Краснодарского края. Посёлок входил в состав
шестого ставропольского совхоза «Скотовод» в качестве производственного участка № 8.
До 1 мая 2017 года посёлок был административным центром упразднённого Винодельненского сельсовета.

## Население
| 1989 | 2002  | 2010  | 2014  | 2021  | 2023  |
| ---- | ----- | ----- | ----- | ----- | ----- |
| 1316 | ↗1448 | ↗1473 | ↘1400 | ↘1175 | ↗1385 |

По данным переписи 2002 года, 89 % населения — русские.

## Инфраструктура
- Винодельненский Дом культуры. В 1949 году в Виноделенском открылась изба-читальня, в 1950-м был построен клуб на 50 мест. В 1989-м году был надстроен второй этаж[3]
- Фельдшерско-акушерский пункт[11]
- Сельскохозяйственное предприятие «Агроинвест». Основано, предположительно, в марте 1932 года как совхоз. С 1951 года овцесовхоз «Виноделенский»[3].

## Образование
- Детский сад № 9 «Солнышко». Открыт 1 марта 1963 года как детсад № 7 совхоза «Виноделенский». Нынешнее здание детского сада на 75 мест с плавательным бассейном было построено в 1986 году[3].
- Средняя общеобразовательная школа № 13. В 1933 году открыта начальная школа, с 1952 года - средняя. Одноэтажное здание построено в 1952 году. Нынешнее - в 1986 году[3]